# 718 (numero)
Settecentodiciotto (718) è il numero naturale dopo il 717 e prima del 719.

## Proprietà matematiche
- È un numero pari.
- È un numero composto da 4 divisori: 1, 2, 359, 718. Poiché la somma dei suoi divisori (escluso il numero stesso) è 362 < 718, è un numero difettivo.
- È un numero semiprimo.
- È un numero omirpimes.
- È un numero intoccabile.
- È un numero intero privo di quadrati.
- È un numero congruente.
- È un numero malvagio.
- È parte della terna pitagorica (718, 128880, 128882).

## Astronomia
- 718 Erida è un asteroide della fascia principale del sistema solare.
- NGC 718 è una galassia spirale della costellazione dei Pesci, dei Calasci e dei Crostasci.

## Astronautica
- Cosmos 718 è un satellite artificiale russo.